# Geert Wilders
Geert Wilders (ˈɣeːrt ˈʋɪldərs) (Venlo, 6 de setembre de 1963) és un polític neerlandès. Fou educat com a catòlic romà i va deixar l'Església en la seva majoria d'edat. Wilders defineix la seva política com a suport del que ell anomena "valors judeocristians". Va formar molts dels seus punts de vista polítics en els seus viatges a Israel i als països àrabs veïns.
El seu primer treball en la seguretat social neerlandesa el va llançar en la política, on va treballar com redactor de discursos per al Partit Popular per la Llibertat i la Democràcia (VVD), de caràcter conservador-liberal. El 1996 es va traslladar a Utrecht, on va ser escollit per al consell municipal i més tard a la Cambra de Representants dels Països Baixos. A causa de diferències irreconciliables per la posició del partit sobre l'adhesió de Turquia a la Unió Europea, Wilders va abandonar el VVD el 2004 per a formar el seu propi partit, el Partit per la Llibertat. Des de llavors, s'ha pronunciat en qüestions com la immigració, la llibertat d'expressió, i l'islam, no sols als Països Baixos, sinó també a escala internacional, on ha esdevingut un dels impulsors de la Conferència Anti-Jihadisme. La premsa internacional el considera "la figura pública més polèmica dels Països Baixos".
Wilders ha reclamat una línia dura contra el que anomena terror de carrer "exercit per les minories a les ciutats neerlandeses. La seva polèmica pel·lícula de 2008 sobre l'Islam als Països Baixos, Fitna, va tenir un fort ressò internacional. El 21 de gener de 2009, el Tribunal d'Apel·lació d'Amsterdam va ordenar el seu processament a causa de "la incitació a l'odi i la discriminació". També hi hagué polèmica en ser-li prohibida l'entrada al Regne Unit entre el 12 de febrer i el 13 d'octubre 2009, perquè el Ministeri de l'Interior va veure la seva presència com una "amenaça a un interès fonamental de la societat" La prohibició fou revocada després de l'apel·lació de Wilders. Va visitar la Gran Bretanya el 16 d'octubre de 2009, i novament el març de 2010, per a estrenar el seu film.
Pel març de 2010, es va anunciar l'estrena d'un documental sobre Geert Wilders als Estats Units; Wilders estava escrivint un llibre i produint una seqüela de la seva pel·lícula, que es publicaria després de les eleccions legislatives neerlandeses de 2010.

## Biografia

### Primers anys
Wilders va néixer a Venlo, en la frontera sud-est amb Alemanya. És el menor de quatre fills, i va ser educat com a catòlic. El seu pare va treballar com a gerent d'una empresa d'impressió. També va fugir de la zona per a escapar dels nazis i restà tan traumatitzat per l'experiència que es va negar a entrar físicament a Alemanya fins i tot quaranta anys més tard. Wilders especula que el seu pare podia tenir ascendència jueva.
Wilders va fer estudis secundaris a Venlo. Després va fer un curs de seguretat social a la Stichting Opleiding Sociale Verzekeringen d'Amsterdam i va obtenir diversos certificats de dret en la Universitat Oberta Neerlandesa. L'objectiu de Wilders, després de graduar-se, fou veure món. Com que no tenia diners suficients per a viatjar a Austràlia, la seva destinació preferida, va anar a Israel. Durant uns anys treballà com a voluntari en un moixav i va treballar per a diverses empreses, fins a convertir-se, segons les seves pròpies paraules, en "un veritable amic d'Israel". Amb els diners que va estalviar, va viatjar als països àrabs veïns, i es va commoure per la falta de democràcia en la regió. Quan va tornar als Països Baixos, va conservar idees sobre la lluita contra el terrorisme en Israel i una sensació "especial de solidaritat" amb el país.
Quan tornà a Utrecht va començar a treballar en la indústria d'assegurances de salut. El seu interès en el tema el va dur a la política, com a redactor de discursos per al Partit Popular per la Llibertat i la Democràcia. Va començar la seva carrera política formal com a assistent parlamentari de Frits Bolkestein, amb qui s'especialitzà en política exterior. Va ocupar aquest càrrec des de 1990 fins a 1998. Durant aquest temps Geert Wilders va viatjar molt per Orient Mitjà, incloent Iran, Síria, Jordània, Egipte i Israel. Bolkestein va ser un dels primers polítics neerlandesos en abordar el problema de la immigració massiva, i un exemple per a Wilders no sols per les seves idees, sinó també pel seu discurs de confrontació.

### Carrera política
En 1997, Wilders va ser escollit regidor del VVD a l'Ajuntament d'Utrecht, la quarta ciutat més gran dels Països Baixos. Va viure a Kanaleneiland, un suburbi amb cases barates socials i blocs d'apartaments plens d'immigrants. Mentre va ser regidor de la ciutat, Wilders va ser assaltat en el seu propi veïnat, i hom ha especulat que això pugues haver catalitzat la seva transformació política. Això no li va donar cap rèdit polític i a les següents eleccions municipals no fou escollit.
A les eleccions legislatives neerlandeses de 1998 fou elegit diputat a la Tweede Kamer, però durant aquesta legislatura va destacar poc. Quan el 2002 fou nomenat portaveu del VVD fou aviat força conegut a causa de la seva crítica oberta a l'extremisme islàmic. Això va provocar tensions internes del partit, ja que va rebre suport del sector més dretà, i en les seves declaracions va desafiar la línia oficial del partit. El setembre de 2004 Wilders va abandonar el VVD, del qual havia estat membre des de 1989, per a formar el seu propi partit polític, primer anomenat Wilders Groep i posteriorment rebatejat com a Partit per la Llibertat. La seva última disputa amb el partit fou la seva negativa a donar suport a la posició del partit favorable a les converses per l'adhesió de Turquia a la Unió Europea.
La plataforma política del Partit per la Llibertat sovint se superposa a la de l'assassinat Pim Fortuyn i la seva Llista Pim Fortuyn. Després de la seva mort, l'impacte de Fortuyn es va mantenir, ja que els polítics s'han inclinat a obtenir avantatges polítics per l'enfrontament directe en temes com la prohibició de la immigració, dels quals fins aleshores, des d'un punt de vista "políticament correcte", no es podia parlar fins a l'arribada de Fortuyn a l'escena. Wilders basa les seves idees en un marc ideològic de govern limitat, defensa de la llei i l'ordre i en la democràcia directa. El Partit per la Llibertat crida a la reducció fiscal, a una política molt més estricta pel que fa a l'ús de drogues, una major inversió en carreteres i altres infraestructures, la construcció de centrals nuclears i incloure els drets dels animals en la Constitució neerlandesa.
A les eleccions legislatives neerlandeses de 2006 el Partit per la Llibertat va obtenir 9 dels 150 escons en joc. El març de 2009, en una reunió del partit a Venloo, Wilders va dir: "Vull ser primer ministre", creient que el PVV acabaria per convertir-se en el partit més votat dels Països Baixos.
Mentrestant, les enquestes polítiques li eren força favorables, degut a la seva retòrica contra l'islam i a la insatisfacció popular davant la resposta del govern a la crisi financera mundial de 2008-2009. A les eleccions municipals de 2010 només es va presentar a La Haia i Almere a causa de l'escassetat de candidats, però hi va obtenir el 21% a Almere i 8 regidors a La Haia. Finalment, a les eleccions legislatives neerlandeses de 2010 va obtenir el 15,5% i 14 escons i va quedar com a la tercera força política. A les eleccions legislatives neerlandeses de 2017 amb Wilders al seu capdavant, tots els grans partits van descartar formar coalicions amb el PVV, i el van deixar fora de qualsevol possibilitat de prendre part, ni molt menys dirigir el següent govern. El PVV va acabar aconseguint el segon lloc després de guanyar 20 places, 5 mes que el 2012. A les eleccions legislatives neerlandeses de 2021 va patir un retrocés i va romandre a l'oposició del govern de Mark Rutte.
A les eleccions legislatives neerlandeses de 2023 va convertir-se per primera vegada en el partit més votat del país, mentre els quatre partits del govern de coalició encapçalat per Mark Rutte van patir pèrdues.

## Principis polítics
Wilders es considera generalment com un llibertari, amb una barreja específica de posicions independents de l'espectre polític europeu i en particular de la iconoclasta societat neerlandesa. Ha declarat que no són els meus aliats Jean-Marie Le Pen o Jörg Haider... Mai ens unirem als feixistes ni a Mussolini. Tinc molta por d'estar vinculats erròniament amb grups feixistes de dreta, y ha afirmat en canvi que la seva prioritat és la defensa de la llibertat d'expressió i la iconoclàsia neerlandesa. Wilders veu l'ex primera ministra britànica Margaret Thatcher com el seu gran model de conducta política. També ha rebut força influència de l'ex cap del VVD Frits Bolkestein.
Wilders s'oposa fermament al sistema polític neerlandès en general. Creu que hi ha una elit dirigent de parlamentaris que només es preocupen per les seves carreres personals i menyspreen la voluntat popular. També culpa al sistema neerlandès de governs de coalició multipartidistes per falta de polítiques clares i eficaces. En la seva opinió, la societat neerlandesa s'ha de governar per consens i relativisme cultural, i que no s'han de tolerar els intolerants.
En les relacions exteriors, Wilders ha recolzat en gran part a Israel i ha criticat als països que percep com a enemics d'Israel. Per exemple, dona suport l'aplicació als Països Baixos de la detenció administrativa israeliana, una pràctica molt criticada per grups de drets humans, però que ell anomena "sentit comú". D'altra banda, Wilders ha reviscut l'antiga idea d'unir Flandes i els Països Baixos.
Wilders va publicar la versió del seu manifest polític anomenat Wijn Klare (Vi net) al març del 2006. El programa proposa deu punts clau que haurien de realitzar-se: 
- Notable reducció dels impostos i les regulacions estatals.
- Substitució de l'actual article 1 de la Constitució neerlandesa, que garanteix la igualtat davant la llei, per una clàusula que indica el predomini cultural de les tradicions cristiana, jueva i humanista.
- Reducció de la influència de la Unió Europea, que no ha d'ampliar-se amb nous Estats, especialment Turquia, i supressió del Parlament Europeu. Reduir les contribucions financeres neerlandeses a la Unió Europea.
- Moratòria de cinc anys sobre la immigració d'estrangers no occidentals que vulguin romandre als Països Baixos. Els residents estrangers no tindran dret a vot en les eleccions municipals.
- Moratòria de cinc per a la fundació de noves mesquites i escoles islàmiques, prohibició permanent de predicar en qualsevol altra llengua distinta del neerlandès. No es permetrà predicar als imams de l'exterior. Es tancaran les mesquites radicals i els musulmans radicals seran expulsats.
- Restauració dels nivells educatius, amb èmfasis en el valor educatiu de la família.
- Introducció de referèndums vinculants i elecció directa d'alcaldes, caps de policia i primers ministres.
- Introducció de sancions mínimes, i augment de les penes màximes, introducció de la detenció administrativa per als sospitosos de terrorisme. El terrorisme serà castigat amb campaments de treball, desnaturalització i deportació d'immigrants delinqüents.
- Restauració del respecte i millors retribucions als mestres, policies, treballadors de la salut i personal militar.
- Instaurar un sistema d'atenció mèdica més accessible i humà, especialment per a les persones grans.[22]